# Лавис (гравюра)
Лавис  (фр. lavis — размывка) — разновидность гравюры на металле, основанной на технологии глубокой печати. Считается одной из манер офорта.
В технике лависа художник рисует непосредственно на металлической пластине кистью, смоченной в слабом растворе кислоты, который слегка разъедает поверхность металла. Цинковую пластину травят раствором азотной кислоты, медную — раствором хлорного железа. В зависимости от времени и силы травления на металле возникают углубления. При глубокой печати — втирании краски по принципу офорта и печатании на влажную бумагу на офортном станке (с цилиндрическим валом) — получается изображение с мягкими контурами и тональными переходами, напоминающее акварель.
Изобретателем техники лависа в 1769 году был французский живописец, рисовальщик и гравёр Жан-Батист Лепренс. Лавис, как и акватинта, техника, которую также осваивал (по некоторым источникам изобрёл) Лепренс, может быть цветным. В этих случаях применяется раскраска вручную либо печать с нескольких «досок». Недостатком лависа является быстрое «старение» доски и невозможность получения значительного количества качественных оттисков. Методическое руководство по технике лависа в 1789 году написал архитектор и рисовальщик Жан-Жак Лекё.
Лависом также называют технику рисования сепией, бистром, соусом с помощью кисти и воды — «заливкой» с «растяжками» тона. Близкая техника — литотинто (др.-греч. λίθος — камень и итал. tinta — краска), размывка кистью и тушью с водой, аналогично акварели, в литографии.
Другие техники «тоновой гравюры»: пунктир, меццо-тинто, акватипия, мягкий лак.